# Morane-Saulnier MS.1500
Le Morane-Saulnier MS.1500 Épervier est un avion de reconnaissance, d'attaque au sol et de lutte anti-guérilla français à deux places datant des années 1950. Conçu et construit par Morane-Saulnier pour répondre à une demande de l'Armée de l'air française, il n'est cependant pas entré en production.

## Conception
L'Épervier avait été conçu pour les missions d'appui-feu dans les missions de lutte anti-guérilla. Il effectua son premier vol le 12 mai 1958. L'équipage était installé dans un cockpit spacieux, le pilote étant en place arrière. L'Épervier avait un domaine de vol étendu : de 40 à 250 noeuds (de 74 à 463 km/h) et supportait de forts facteurs de charge (de +10G à -4G), avec des capacités de voltige aérienne, mais aussi d'emport d'armement.
Un prototype a été conservé au Musée de l'Air et de l'Espace mais a été détruit dans un incendie touchant les réserves du musée le 17 mai 1990.

## Engagements
Malgré ses bonnes performances, le North American T-28 « Fennec » de surplus, moins cher, lui fut préféré par l'Armée de l'air française pour les besoins de la guerre d'Algérie. Le prototype servit de banc d'essai volant chez Turbomeca jusqu'en 1981. Il a servi notamment pour les essais du turbopropulseur « Astazou », au sein de la Compagnie générale des turbomoteurs (CGTM), la filiale de Turbomeca spécialisée dans les essais en vol :
- étude du comportement moteur en vol sur le dos ou en facteur de charge négatif ;
- étude et performances hélice à basse vitesse (45 nœuds, 83 km/h) grâce à des becs de bord d'attaque automatiques et de grands volets (45 degrés) ;
- décollage à grande incidence et pente. Les 1 000 ch de l'Astazou entraînant l'hélice Ratier-Figeac avec une traction d'environ 1 tonne, l'avion décollait en 199 mètres de roulement, avec une pente de 45 degrés[1].